# Cresta de Fonguera
La Cresta de Fonguera és una serra situada al municipi d'Espot a la comarca del Pallars Sobirà, amb una elevació màxima de 2.865 metres.